# Не всё потеряно
«Не всё потеряно» (хинди फिर मिलेंगे, Phir Milenge, дословно — «До скорой встречи») — индийский фильм-драма на языке хинди, вышедший в прокат 27 августа 2004 года. Картина затрагивает необычную для индийского кинематографа тему дискриминации ВИЧ-инфицированных. Во многом фильм вдохновлён голливудской картиной «Филадельфия»

## Сюжет
Таманна Сахни (Шилпа Шетти) — молодая талантливая женщина, работающая в рекламном агентстве. Своим успехом фирма обязана во многом ей, что охотно признает её босс Субраманиан. Но для личной жизни у неё совсем не остаётся времени. Когда её бывший учитель рисования приглашает своих учеников на день рождения, она в виде исключения делает паузу в работе и отправляется к нему на два дня, но только лишь для того, чтобы встретиться со своим другом юности и своей первой любовью Рохитом Манчандой (Салман Хан), который приехал из США. В романтической атмосфере школы искусств их любовь загорается снова, и они проводят ночь вместе. После возвращения домой Таманне больше не удаётся установить контакт с Рохитом. Через семь месяцев сестра Таманны, Тания попадает в аварию, и Таманна сдаёт свою кровь для переливания. После анализа крови врач сообщает ей шокирующий результат — она ВИЧ-инфицирована. Субраманиан сразу же увольняет её, и Таманна начинает бороться за свои права. В этом ей помогает молодой адвокат Тарун Ананд (Абхишек Баччан). Во время судебного разбирательства в Индию возвращается Рохит и вскоре умирает от СПИДа. Таманна проводит рядом с ним последние минуты его жизни и понимает, что так же мучительно может закончиться и её жизнь. Но она решает не сдаваться и благодаря помощи своих друзей добивается справедливого отношения к себе и снова достигает успеха.

## В ролях
- Шилпа Шетти — Таманна Сахни
- Абхишек Баччан — адвокат Тарун Ананд
- Камалини Мукерджи[англ.] — Таня Сахни
- Мита Вайшишт[англ.] — адвокат Кальяни
- Ревати[англ.] — доктор Раисингх
- Нассер[англ.] — Лал Сир
- Салман Хан — Рохит Манчанда (камео)

## Саундтрек
| №  | Название                     | Исполнители               | Длительность |
| -- | ---------------------------- | ------------------------- | ------------ |
| 1. | «Jeene Ke Ishaare»           | Шанкар Махадеван          | 6:38         |
| 2. | «Betab Dil Hai»              | Шрея Гхошал, Сону Нигам   | 7:29         |
| 3. | «Yaad Hai Woh Pehli Mulaqat» | Абхиджит                  | 6:30         |
| 4. | «Khul Ke Muskurale»          | Бомбей Джаяшри            | 4:41         |
| 5. | «Betab Dil Hai (sad)»        | Сону Нигам                | 3:04         |
| 6. | «Khushiyon Ki Koshish»       | Шринивас, Махалакшми Айер | 4:56         |
| 7. | «Kuchh Pal»                  | Виджай Йесудас            | 4:35         |
| 8. | «Phir Milenge»               | Феби, Виджай Йесудас      | 1:02         |

## Съёмочная группа
- Композитор: Шанкар Эхсаан Лой (англ. Shankar–Ehsaan–Loy)
- Тексты песен: Прасун Джоши (англ. Prasoon Joshi)